# Pilar Velasco Aranaz
Pilar Velasco y Aranaz (1883-1940) fue una profesora y ensayista española.

## Biografía
Nacida el 27 de octubre de 1883 en Sevilla, fue bautizada en la parroquia de Santa Catalina. Estudió la carrera de Magisterio, obteniendo sobresaliente y matrícula de honor en todas las asignaturas y ganando por oposición el premio de reválida.
Publicó artículos literarios y pedagógicos en el Heraldo de Madrid, el Mundo Latino, La Nación Militar, el Mundo Taquigráfico, El Pilar (revista aragonesa) y el Boletín Teresiano. Entre sus obras se encontraron títulos como Importancia de la educación religiosa para el individuo, para la familia y para la sociedad (1912), Influencia de la mujer en la desaparición del analfabetismo en España (1912), Estudio crítico sobre los distintos sistemas de graduación de Escuelas primarias (1912), El profesorado femenino (1912), El cinematógrafo como medio de educación e instrucción (1913), Crítica de los periódicos para niños (1913) y La pedagogía y el periodismo.  El Consejo de Instrucción Pública habría llegado a solicitar la concesión a Pilar Velasco y Aranaz de la cruz de la orden civil de Alfonso XII. Durante la Segunda República fue secretaria general de la sección femenina de Acción Popular y vicesecretaria del Consejo Nacional de la Confederación Española de Derechas Autónomas. Habría fallecido en 1940.